# Давіт Волкові
Давіт Волкові (груз. დავით ვოლკოვი, нар. 3 червня 1995, Тбілісі) — грузинський футболіст, нападник азербайджанського клубу «Зіра» та національної збірної Грузії.
Виступав також за клуб «Динамо» (Тбілісі).
Володар Кубка Грузії. Чемпіон Грузії.

## Клубна кар'єра
У дорослому футболі дебютував 2012 року виступами за команду «Гагра», в якій провів один сезон, взявши участь у 23 матчах чемпіонату. 
Своєю грою за цю команду привернув увагу представників тренерського штабу клубу «Динамо» (Тбілісі), до складу якого приєднався 2013 року. Відіграв за тбіліських динамівців наступні три сезони своєї ігрової кар'єри.
Згодом з 2016 по 2024 рік грав у складі команд «Чихура», «Сіоні», «Земун», «Сабуртало», «Габала», «Зіра» та «Сабах».
До складу клубу «Зіра» приєднався 2024 року. Станом на 6 липня 2025 року відіграв за команду із Зіра 32 матчі в національному чемпіонаті.

## Виступи за збірну
У 2021 році дебютував в офіційних матчах у складі національної збірної Грузії.
| Дата       | Місто          | Господарі | Результат | Гості             | Турнір            | Голи | Примітки |
| ---------- | -------------- | --------- | --------- | ----------------- | ----------------- | ---- | -------- |
| 11-11-2021 | Батумі         | Грузія    | 2 – 0     | Швеція            | Відбір до ЧС 2022 | -    | 70'      |
| 15-11-2021 | Горі           | Грузія    | 1 – 0     | Узбекистан        | товариський матч  | 1    | 71'      |
| 29-3-2022  | Тирана         | Албанія   | 0 – 0     | Грузія            | товариський матч  | -    | 66'      |
| 17-11-2022 | Шарджа (місто) | Марокко   | 3 – 0     | Грузія            | товариський матч  | -    | 62'      |
| 25-3-2023  | Батумі         | Грузія    | 6 – 1     | Монголія          | товариський матч  | 1    | 71'      |
| 5-6-2025   | Тбілісі        | Грузія    | 1 – 0     | Фарерські острови | товариський матч  | -    | 64'      |
| 8-6-2025   | Кутаїсі        | Грузія    | 1 – 1     | Кабо-Верде        | товариський матч  | -    | 54'      |
| Усього     |                | Матчів    | 7         |                   | Голів             | 2    |          |

## Титули і досягнення
- Володар Кубка Грузії (1):

«Динамо» (Тбілісі): 2014-2015
- Володар Суперкубка Грузії (1):

«Динамо» (Тбілісі): 2015
- Чемпіон Грузії (1):

«Сабуртало»: 2018
- Володар Кубка Азербайджану (1):

«Габала»: 2018-2019